# Provolone Valpadana
Le Provolone Valpadana  est le nom donné à un fromage à pâte filée traditionnel, à base de lait de vache, provenant des régions de l'Italie septentrionale.

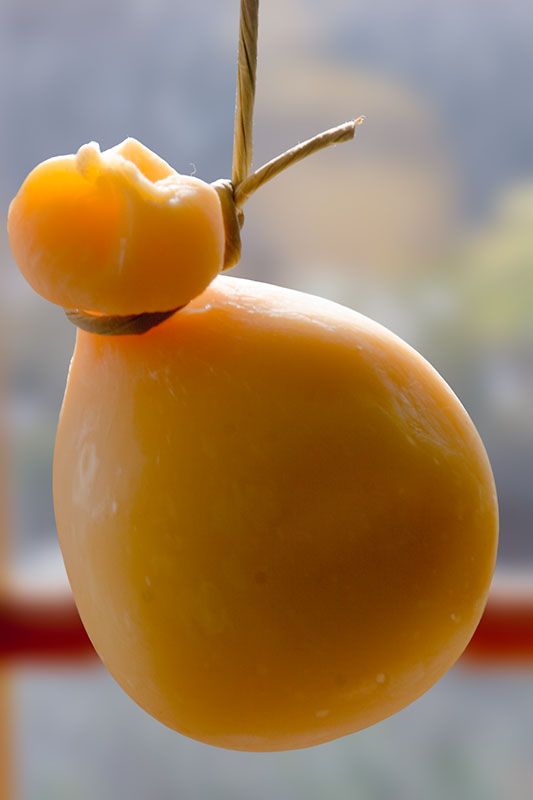
Un Provolone

Depuis le 12 juin 1996, la dénomination  Provolone Valpadana est protégée au niveau européen par une appellation d'origine protégée (AOP).

## Histoire
À la fin du XIXe siècle, en raison d'une pénurie de lait, ce type de production - très répandu dans les régions méridionales - se déplaçait vers le nord de la péninsule aux zones de pâturage mieux adaptées aux vaches laitières. C'est ainsi que s'est constituée une production typique de la plaine du Pô.

## Caractéristiques
Il se présente sous la forme originale de boudin, de melon, cône tronqué ou poire quelquefois surmontée d'une petite tête sphérique. Obtenu à partir du lait entier caillé par l'adjonction de présure de veau, de chèvre ou d'agneau. Soumis au filage, il est ensuite moulé dans les formes traditionnelles. Le salage et l'affinage varient en fonction des formes du produit.

## Autres appellations
Le Provolone del Monaco, originaire des territoires communaux de la province de Naples, est aussi protégé par une AOP.